# بی‌بندوبار
بی‌بندوبار (انگلیسی: One Wild Oat) فیلمی به کارگردانی چارلز ساندرز و جک بیوکنن است که در سال ۱۹۵۱ منتشر شد. از بازیگران آن می‌توان به استنلی هالووی، آدری هپبورن، جون رایس و جیمز فاکس اشاره کرد.